# Giovanni Battista Altieri (Kardinal, 1589)
Giovanni Battista Altieri der Ältere (auch Giambattista Altieri; * 20. Juni 1589 in Rom; † 26. November 1654 in Narni) war ein italienischer Kardinal der Römischen Kirche.

## Leben
Giambattista Altieri wurde am 20. Juni 1589 als Sohn von Lorenzo Altieri und der Venezianerin Victoria Delphini in Rom geboren. Die Familie Altieri gehörte zum alten römischen Adel und genoss seit mehreren Jahrhunderten höchstes Ansehen in der Stadt. Sie hatte zeitweise Bündnisse mit den Colonna und den Orsini geschlossen. Altieri war der ältere Bruder von Emilio Bonaventura Altieri, der 1670 als Clemens X. auf den päpstlichen Thron gewählt wurde. Er studierte in Rom und erhielt einen Doktortitel in Theologie und utroque iure.

## Kirchliche Laufbahn

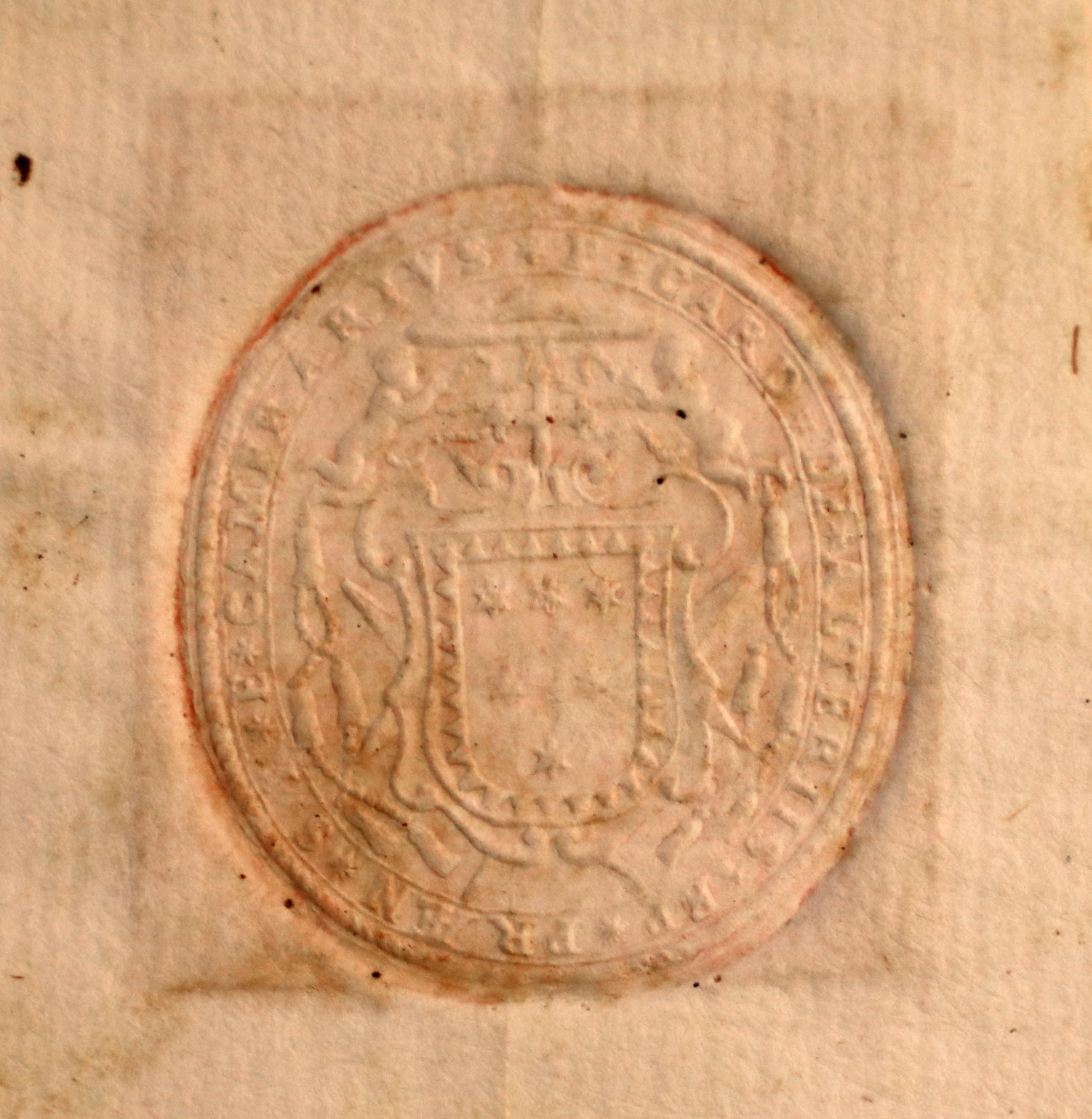
Siegel des Kardinals mit seinem Wappen

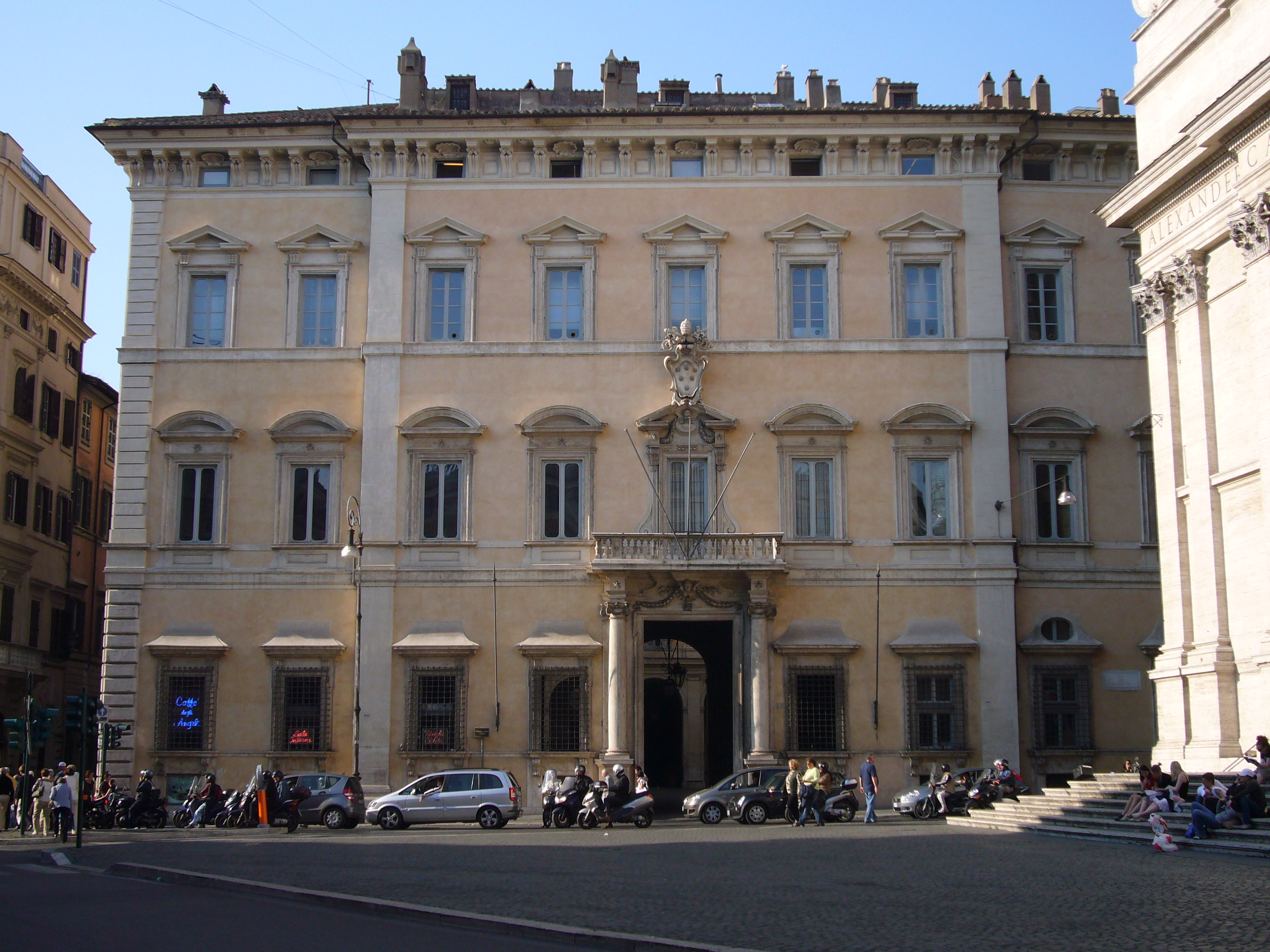
Der Palazzo Altieri; erbaut von Giambattista Altieri

Am 1. Dezember 1613 empfing er die Priesterweihe und wurde Kanonist der vatikanischen Basilika.
1624 wurde er zum Bischof von Camerino erwählt. Die Bischofsweihe spendete ihm Kardinal Scipione Borghese, Kardinalpriester von San Crisogono; Mitkonsekratoren waren Raffaele Inviziati, ehemaliger Bischof von Kefalonia und Zante, sowie Vincenzo Landinelli, ehemaliger Bischof von Albenga. Giambattista Altieri blieb Bischof dieser Diözese, bis er zurücktrat, um die Ernennung seines Bruders Emilio zu ermöglichen. Er wurde Siegelbewahrer der Apostolischen Pönitentiarie und Apostolischer Visitator in den suburbikarischen Diözesen. Im Jahr 1637 wurde er zum Vizegerenten von Rom ernannt und hatte dieses Amt bis 1643 inne.
Im Konsistorium vom 13. Juli 1643 wurde Altieri von Papst Urban VIII. zum Kardinal erhoben und im folgenden Monat als Kardinalpriester von Santa Maria sopra Minerva bestätigt. Außerdem wurde er in die Diözese Todi versetzt. Als Papst Urban starb, nahm Altieri am Konklave von 1644 teil, das Innozenz X. zum Papst wählte.

## Tod und Bestattung
Auf einer Reise nach Rom starb Altieri am 26. November 1654 in Narni an einem Schlaganfall. Die Nachricht von seinem Tod erreichte Rom zwei Tage später. Er wurde in der Kapelle der Familie Altieri in der Kirche Santa Maria sopra Minerva beigesetzt.